# Anteon ephippiger
Anteon ephippiger är en stekelart som först beskrevs av Johan Wilhelm Dalman 1818.  Anteon ephippiger ingår i släktet Anteon, och familjen stritsäcksteklar. Arten är reproducerande i Sverige.